# Kosnarit
Kosnarit ist ein sehr selten vorkommendes Mineral aus der Mineralklasse der „Phosphate, Arsenate und Vanadate“ mit der chemischen Zusammensetzung KZr2[PO4]3 und damit chemisch gesehen ein Kalium-Zirconium-Phosphat.
Kosnarit kristallisiert im trigonalen Kristallsystem und entwickelt rhomboedrische oder durch Zwillingsbildung pseudokubische Kristalle mit glasähnlichem Glanz auf den Oberflächen.
In reiner Form ist Kosnarit farblos und durchsichtig. Durch Fremdbeimengungen kann er aber auch eine hellblaue bis blaugrüne oder bläulichgraue Farbe annehmen, wobei die Transparenz entsprechend abnimmt.

## Etymologie und Geschichte
Erstmals entdeckt wurde Kosnarit in einem Pegmatit-Steinbruch am Mount Mica bei Paris im US-Bundesstaat Maine und beschrieben 1993 durch Michael E. Brownfield, Eugene E. Foord, Stephen J. Sutley, Theodore Botinelly, die das Mineral nach dem Mineralienhändler Richard Kosnar (1946–2006) aus Colorado benannten.
Da für die Analyse der Zusammensetzung auch Material aus dem nahe gelegenen Steinbruch am Black Mountain bei Rumford verwendet wurden, gilt auch dieser Fundort als Typlokalität für den Kosnarit.
Typmaterial des Minerals wird im National Museum of Natural History in Washington, D.C., USA unter den Katalog-Nr. 170369 und 170370 aufbewahrt.

## Klassifikation
Bereits in der veralteten, aber teilweise noch gebräuchlichen 8. Auflage der Mineralsystematik nach Strunz gehörte der Kosnarit zur Mineralklasse der „Phosphate, Arsenate und Vanadate“ und dort zur Abteilung der „Wasserfreien Phosphate [PO4]3−, ohne fremde Anionen“, wo er als einziges Mitglied die unbenannte Gruppe VII/A.17 bildete.
Die seit 2001 gültige und von der International Mineralogical Association (IMA) verwendete 9. Auflage der Strunz’schen Mineralsystematik ordnet den Kosnarit ebenfalls in die Abteilung der „Phosphate usw. ohne zusätzliche Anionen; ohne H2O“ ein. Diese ist allerdings weiter unterteilt nach relativen Größe der beteiligten Kationen, so dass das Mineral entsprechend seiner Zusammensetzung in der Unterabteilung „Mit mittelgroßen und großen Kationen“ zu finden ist, wo es als einziges Mitglied die unbenannte Gruppe 8.AC.60 bildet.
Auch die vorwiegend im englischen Sprachraum gebräuchliche Systematik der Minerale nach Dana ordnet den Kosnarit in die Klasse der „Phosphate, Arsenate und Vanadate“ und dort in die Abteilung der „Wasserfreie Phosphate etc.“ ein. Hier ist er als einziges Mitglied/zusammen mit in der unbenannten Gruppe 38.04.12 innerhalb der Unterabteilung „Wasserfreie Phosphate etc., A+XO4“ zu finden.

## Kristallstruktur
Kosnarit kristallisiert trigonal in der Raumgruppe R3c (Raumgruppen-Nr. 167) mit den Gitterparametern a = 8,71 Å und c = 23,89 Å sowie 6 Formeleinheiten pro Elementarzelle.

## Bildung und Fundorte

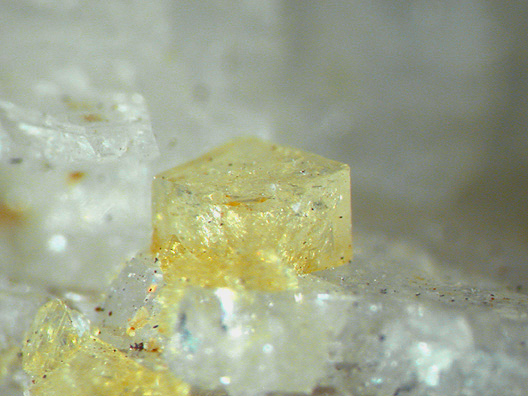
Blassgelber, pseudokubischer Kosnarit auf Albit aus dem Distrikt Jenipapo, Minas Gerais, Brasilien (Gesamtgröße der Probe: 3,1 cm × 2,6 cm × 1,7 cm)

Kosnarit bildet sich in der Spätphase hydrothermaler Umwandlungen in granitischen Pegmatiten, möglicherweise aus Beryll und Zirkon.
An seinen Typlokalitäten und bisher einzigen Fundorten in den USA Mount Mica und Black Mountain in Maine fand sich das Mineral in Paragenese mit Albit, Eosphorit, Fluorapatit, Moraesit, Quarz, Siderit und Zirkon. Daneben wurden im Granit-Steinbruch Wycheproof im australischen Buloke Shire (Victoria) als weitere Begleitminerale noch Cyrilovit, Schörl (Mineral), Selwynit und Wycheproofit festgestellt.
Die einzigen weiteren bisher bekannten Fundorte sind die Jorge Pegmatite im District Jenipapo am Rio Jequitinhonha (Jequitinhonha-Tal) im brasilianischen Bundesstaat Minas Gerais und der zur Goldmine Yanacocha gehörende Tagebau Chaquicocha im peruanischen Departement Cajamarca.